# NSB El 11 sorozat
Az NSB El 11 sorozat egy norvég Bo'Bo' tengelyelrendezésű 15 kV, 16,7 Hz AC áramrendszerű villamosmozdony-sorozat volt. Az NSB üzemeltette személy- és tehervonatok továbbításához. Összesen 41 db készült belőle a Norsk Elektrisk & Brown Boveri és a Thune gyáraiban. Az első 35 1951 és 1956 között készült 11 2145 - 11 2150 pályaszámokon. A második széria, a NSB El 11b, hat db-os volt, 1963 és 1964 között épült számos változtatással, többek között módosított ablakokkal. A sorozat egyes darabjait átépítették, ebből született meg a NSB El 13 sorozat. 1998-ban selejtezték a sorozatot. Négy darabot sikerült megőrizni, kettő egy vasúti klub tulajdona, kettő pedig a Norvég vasúti múzeumban van Hamarban.